# Stevie (film 1978)
Stevie è un film del 1978 diretto da Robert Enders.